# Abbas Djoussouf
Abbas Djoussouf (ur. 22 marca 1942 w Moroni, zm. 10 czerwca 2010 w Port Louis) – komoryjski polityk, przedsiębiorca i inżynier, dwukrotny minister, premier Komorów od 22 listopada 1998 do 20 kwietnia 1999.

## Życiorys
Ukończył École nationale des sciences géographiques w Antananarywie, gdzie specjalizował się z inżynierii lądowej. W czasach kolonialnych pracował jako ekspert od topografii dla linii lotniczych Air Comores i prowadził firmę geodezyjną.
Był jednym z założycieli partii RDCP (tzw. białej partii). Brał aktywny udział w rewolcie z 1975, która wyniosła do władzy Alego Soiliha. Od sierpnia 1975 do stycznia 1976 pełnił funkcję ministra spraw zagranicznych, jednak wkrótce popadł w konflikt z Soilihem i stał się jego głośnym krytykiem. Na początku 1978 został oskarżony o przygotowywanie zamachu stanu, następnie uwięziony i publicznie upokorzony. Wypuszczony z więzienia 13 maja 1978 podczas kolejnego przewrotu, został następnie mianowany ministrem spraw wewnętrznych i transportu w rządzie Ahmeda Abdallaha. W grudniu 1978 wycofał się z rządu i kandydował na gubernatora wyspy Wielki Komor. Po porażce powrócił do pracy w sektorze budowlanym.
W 1987 założył partię MDP (Ruch na rzecz Demokracji i Rozwoju). Bezskutecznie kandydował w tym samym roku do parlamentu. W wyborach prezydenckich w 1990 zdobył 13,6% głosów, co dało mu czwarte miejsce. W drugiej turze udzielił poparcia Mohamedowi Taki Abdulkarimowi. W 1994 w ramach represji opozycjonistów zabroniono mu wyjazdu z kraju. W kolejnych wyborach z 1996 zajął drugie miejsce za Abdulkarimem z poparciem 15,7% głosujących.
W listopadzie 1998 po śmierci dotychczasowego prezydenta jego tymczasowy następca Tadjidine Massounde przywrócił urząd premiera i powołał lidera opozycji Abbasa Djoussoufa. Powołanie premiera miało załagodzić trudną sytuację kraju, w którym rodziły się silne tendencje separatystyczne, zwłaszcza na wyspie Anjouan. W trakcie swojej kadencji Djoussouf podniósł pensje pracowników budżetówki oraz płacę minimalną i zajął się reformą administracji. Dotychczasowa władza została obalona 30 kwietnia 1999 w wyniku wojskowego zamachu stanu, na czele którego stanął Azali Assoumani. Djoussouf oskarżał Francuzów o współorganizowanie tego przewrotu. W 2001 roku wycofał się ostatecznie z polityki.
Pochowany 15 czerwca 2010 z państwowymi honorami w Moroni.